# Eve Vorley
Emma Jane Evelyn Benton-Hughes (Londres, 25 de octubre de 1965), conocida como Eve Vorley, es una directiva deportiva, ex actriz pornográfica y directora de cine británica. Es la antigua pareja del propietario del West Ham United, David Sullivan, y el padre del antiguo director general del West Ham United Women, Jack Sullivan. Vorley fue nombrada miembro de la junta directiva de dicho club en enero de 2021.

## Carrera como modelo y actriz
Vorley es una antigua chica de la página 3 del diario The Sun. Conoció a David Sullivan a través de su trabajo en la industria del cine para adultos. Según su hermano, Jonny Trunk, Varley comenzó en la industria de la pornografía después de que cayera en tiempos difíciles después de que su marido la dejara. Apareció en varias películas para adultos en la década de 1990 y principios de la década de 2000 protagonizando las películas Lesbian Student Nurses, Naked Striptease Sextravaganza y Electric Blue: Nude Wives – Private Parts. También dirigió las películas Horny Housewives on the Job y Sex Mad Secretaries y produjo The Art of Oral Sex. Tras estas apariciones, aparcó su carrera en la industria.

## West Ham United
Vorley fue nombrada directora del West Ham United, club de fútbol que disputa la Premier League, en enero de 2021. Además de ser directora, también es aficionada del club. Como directora, Vorley pudo ver los partidos en casa del West Ham en el London Stadium en un momento en el que se prohibió la asistencia de los aficionados debido a la pandemia del coronavirus.